# Винни, Дэвид
Дэ́вид Ви́нни (англ. David Winnie; 26 октября 1966, Глазго, Шотландия) — шотландский футболист, с 2002 по 2003 годы являлся главным тренером шотландского клуба «Дамбартон»..

## Карьера

### Игровая
Дэвид Винни выступал на поле в качестве защитника. За годы своей карьеры он играл в шотландских клубах «Сент-Миррен», в составе которого футболист стал обладателем Кубка Шотландии 1987 года, «Абердин», «Данди» и «Эр Юнайтед». Винни также был игроком молодёжной сборной Шотландии. В 1999 году Дэвид Винни покинул Шотландию и стал играть в австралийском клубе «Канберра Космос».. Затем он перешёл в исландский клуб «КР», где стал футболистом года в Исландии.

### Тренерская
После окончания карьеры игрока Винни стал выполнять роль ассистента тренера в «КР». Позже он занимал должности в молодёжных академиях шотландских клубов «Ливингстон» и «Рейнджерс». С июня 2002 по март 2003 Дэвид Винни был главным тренером команды «Дамбартон» из второго дивизиона шотландской Футбольной лиги. В 2003 году его место занял Брайн Фэрли.

## После окончания карьеры
Дэвид Винни с ноября 2009 работает солиситором.